# Сан-Потито-Ультра
Сан-Потито-Ультра (итал. San Potito Ultra) — коммуна в Италии, располагается в регионе Кампания, в провинции Авеллино.
Население составляет 1439 человек (2008 г.), плотность населения составляет 360 чел./км². Занимает площадь 4 км². Почтовый индекс — 83050. Телефонный код — 0825.
Покровителем коммуны почитается Потит, празднование 14 января.

## Демография
Динамика населения:

## Администрация коммуны
- Официальный сайт: https://web.archive.org/web/20080415005716/http://sanpotitoultra.asmenet.it/